# 아스케우의 서
아스케우의 서 (A.K.A. Codex Askewianus), 코덱스 아스케우스는 영국 도서관(BL Additional MS 5114)이 소장하고 있는 4분의 1 크기, 즉 21 x 16,5 cm의 양피지 원고로, Gnistic Pistis Sophia의 콥트어 번역본과 G. R. S. Mead가 언급한 "구세주의 서적에서 추출물"의 일부를 담고 있다."
이 고문서는 1785년 대영박물관(현 대영도서관)이 앤서니 애스큐의 상속자들로부터 구입했다. 그것의 기원은 아마도 이집트에 있을 것이지만, 그것이 영국에서 어디에서 발견되었는지 어떻게 되었는지는 알려져 있지 않다. 코덱스에는 178장의 잎이나 356장이 들어 있으며, 누락된 잎 2장(pp. 337–344)을 제외하고는 상태가 매우 좋다. 완전한 원고는 서로 다른 두 손으로 쓰여졌다. 양손은 서로 다른 잉크, 서로 다른 페이지 번호 및 다른 방법으로 수정을 표시했다. 두 작가는 같은 시기인 것 같다.
1945년 나그 함마디 도서관이 발견되기 전까지 아스큐 코덱스는 근래까지 살아남은 모든 불가지론적 저술의 전본을 수록한 3개의 생존 고문서 중 하나였으며, 나머지 2개는 브루스 코덱스와 베를린 코덱스였다.